# Jeux Vénitiens
Jeux vénitiens is een compositie van Witold Lutosławski. Het werk is geschreven op verzoek van de dirigent Anderzj Markowski. Het werd voor het eerste uitgevoerd tijdens een biënale in Venetië op 24 april 1961. Die uitvoering betrof echter slechts drie van de vier deeltjes, deel 3 ontbrak (nog). Markowski gaf toen leiding aan het Philharmonisch Orkest van Krakow. Op 16 september 1961 vond de eerste uitvoering plaats van het totale werk. Plaats van handeling was Warschau, het orkest was toen het Filharmonisch Orkest van Warschau onder leiding van Witold Rowicki.
De deeltjes (de langste duurt 5 minuten) zijn aangeduid met deel 1 tot en met 4. De muziek is zeer modern. Lutosławski  had tijdens het componeren het ultramoderne Pianoconcert van John Cage gehoord waarin aleatoriek (toeval) een grote rol speelt. Dat is terug te horen, dit werk klink af en toe chaotisch. Lutosławski  zou die aleatoriek later vaker toepassen en meer in verfijnde vorm.     
Het is geschreven voor een klein orkest van ongeveer 29 muzikanten: 
- 2 dwarsfluiten (II ook piccolo), 1 hobo’s,  3 klarinetten (III ook basklarinet), 1 fagot
- 1 hoorn, 1 trompet, 1 trombone
- 2  man/vrouw percussie, 1 harp, 1  piano voor twee pianisten
- 4 violen, 3 altviolen, 3 celli, 2 contrabassen

## Discografie
Het werk werd onderscheiden met de eerste prijs van de UNESCO (Tribune internationale de compositeurs), maar kent desalniettemin een kleine discografie:
- Uitgave Naxos: Pools Nationaal Radio-Symfonieorkest o.l.v. Antoni Wit (opname 1997)
- Uitgave EMI Classics: idem o.l.v. componist {1976/1977)
- Uitgave EMI Classcis: City of Birmingham Symphony Orchestra o.l.v. Simon Rattle (1996)